# Nemuaron vieillardii
Nemuaron vieillardii là một loài thực vật có hoa trong họ Atherospermataceae. Loài này được (Baill.) Baill. miêu tả khoa học đầu tiên năm 1873.